# Всеволод Бобров
Всеволод Михайлович Бобров е съветски футболист и хокеист.
Член на хокейната зала на славата. Член на Клуб Григорий Федотов със 124 попадения. Заслужил майстор на спорта от 1947 година. Най-големият му хокеен успех е, че е единственият играч, отбелязал 10 гола в 1 мач. Единственият спортист, който е бил капитан на футболния и на хокейния отбор на своята страна на олимпийски игри.

## Кариера
През 1938 започва футболната си кариера в Динамо Ленинград. Приключва с футбола поради включването на СССР във Втората световна война. През 1944 играе за любителския отбор на московското авиоучилище. След войната става играч на ЦДКА Москва, а на следващата година – и на хокейния отбор на „армейците“. Става трикратен шампион на страната по футбол и седемкратен по хокей. През 1950 преминава във ВВС Москва и отново съчетава футбол и хокей. През 1952 записва 3 мача за футболния отбор на СССР, един от които е и срещу България. Също така играе във футболния отбор на лятната олимпиада в Хелзинки, като е капитан на отбора. През 1953 за кратко играе за Спартак Москва, преди изцяло да се отдаде на хокея. От 1954 до 1957 отново играе в хокейния отбор на ЦДКА. Става и световен шампион на първенството в Швеция през 1954, а 2 години по-късно е капитан на националия отбор по хокей на СССР на зимната олимпиада, където съюза печели златните медали. За цялата си хокейна кариера отбелязва 254 гола в 130 игри, а за националния отбор – 89 гола в 59 мача. След края на кариерата си получава орден „Ленин“.